# Himne nacional de l'Afganistan
L'Afganistan ha tingut una sèrie d'himnes nacionals diferents al llarg de la seva història.

## Història

### Himne nacional del Regne d'Afganistan. La Salutació Reial (1926–1943)
El primer himne nacional de l'Afganistan va ser adoptat durant el seu període com a monarquia. Era instrumental i no tenia lletra.

### La Gran Salutació (El nostre valent i noble rei) (1943–1973)
Aquest va ser el segon himne nacional de l'Afganistan durant el seu període monàrquic.

### Himne nacional de la República de l'Afganistan (Sempre que hi hagi la Terra i el Cel) (1973–1978)
En paixtu: څو چې دا ځمكه اّسمان وي, literalment: Sempre que hi hagi la Terra i el Cel

### Himne nacional de la República Democràtica de l'Afganistan (Sigues ardent, sigues més ardent) (1978-1991)
Després de la creació de la República Democràtica d'Afganistan, el 1978, va ser canviat. La lletra del nou himne va ser escrita per Sulaiman Layeq en nom del govern del Partit Democràtic Popular de l'Afganistan (PDPA) encapçalat per Nur Muhammad Taraki, que va decidir canviar els símbols nacionals després del cop d'estat marxista de 1978. La música va ser composta per Jalīl Ghahlānd i va ser arranjada per Ustad Salim Sarmad. Es coneix alternativament pel títol paixtu: گرم شه، لا گرم شه, Garam shah lā garam shah, que també és l'íncipit de la cançó. Com molts himnes nacionals, de vegades es cantava abreujat, amb el cor i la primera estrofa. El 1986, l'Afganistan va abandonar oficialment el comunisme, però aquesta cançó es va mantenir com a himne nacional fins al 1991, quan es va substituir.

### Himne de l'Emirat Islàmic de l'Afganistan (Fortalesa de l'Islam, cor d'Àsia) (1991–1996, 2002–2006)
Del 1991 a 2006, l'Afganistan va utilitzar una cançó de batalla de mujahidins composta el 1919 per Ustad Qasim com a himne nacional. També es coneix alternativament pel títol de "Fortalesa de l'Islam, cor d'Àsia" (persa: قلعه اسلام قلب اسیا), que és l'íncipit de la cançó.
La cançó va ser reintroduïda pel nou govern de transició de l'Afganistan el 2002; va romandre així quan es va establir la República Islàmica d'Afganistan el 2004 i va ser utilitzada per aquesta última fins al 2006.

### Himne nacional de la República Islàmica de l'Afganistan (2006-2021)
L'himne de l'Emirat Islàmic de l'Afganistan (paixtu: سرود ملی; literalment: "Himne nacional") va ser adoptat i anunciat oficialment com a tal per una Loya Jirga el maig de 2006. D'acord amb l'article 20 de la constitució afganesa, l'himne nacional seria en paixtú amb la menció de "Déu és el més gran" així com els noms de les ètnies de l'Afganistan. La lletra va ser escrita per Abdul Bari Jahani, i la música va ser escrita pel compositor afgano-alemany Babrak Wassa.

### Himne de l'Emirat Islàmic de l'Afganistan (Aquesta és la llar dels valents) (2021-)
Durant l'emirat islàmic de l'Afganistan, finals de la dècada de 1990, els talibans van prendre el control de la major part de l'Afganistan. Els talibans no tenien lleis formals que especifiquen els seus símbols, inclosa la bandera i l'himne. En aquell període varen utilitzar una cançó nasheed a capella anomenada Aquesta és la llar dels valents (paixtu: دا د باتورانو کور, Dā də bātorāno kor) es va utilitzar en els seus mitjans i cerimònies oficials, servint com a himne nacional de facto. A partir del 2021, amb la implantació oficial del règim islàmic, es va recuperar - de iure- aquesta cançó.